# Hidegpatak (Brassó megye)
Hidegpatak románul: Pârâul Rece, üdülőhely Romániában, Erdélyben, Brassó megyében.

## Fekvése
Brassótól 17, Predeáltól nyugatra, 8 km távolságra fekvő település. Megközelíthető a DN73A főúton.
Az 1000 méter tengerszint feletti magasságban fekvő Hidegpatak kedvelt üdülőhely. A hegyi környezetben fekvő településről kirándulások tehetők a Bucsecs-hegységbe és a Keresztényhavasba. Télen ugyancsak kedvelt síközpont.

## Története
A 20. század közepén diákoknak szánt táborhelyet létesítettek itt, ebből fejlődött ki a következő években az üdülőtelep. 1956-ig Barcarozsnyó része volt, jelenleg Predeálhoz tartozik. Lakossága 2011-ben 18 fő volt.